# Alemania en los Juegos Olímpicos de Río de Janeiro 2016
Alemania estuvo representada en los Juegos Olímpicos de Río de Janeiro 2016 por un total de 422 deportistas que compitieron en 27 deportes. Responsable del equipo olímpico es la Confederación Alemana de Deportes Olímpicos, así como las federaciones deportivas nacionales de cada deporte con participación.
El portador de la bandera en la ceremonia de apertura fue el tenista de mesa Timo Boll.

## Medallistas
El equipo olímpico de Alemania obtuvo las siguientes medallas:
| Nombre | Deporte             | Competición                    |
| --- | ------------------- | ------------------------------ |
| Oro |                     |                                |
| Christoph Harting | Atletismo           | Disco M                        |
| Thomas Röhler | Atletismo           | Jabalina M                     |
| Kristina Vogel | Ciclismo en pista   | Velocidad ind. F               |
| Michael Jung (Sam FBW) | Hípica              | Concurso completo ind.         |
| Sönke Rothenberger (Cosmo) Dorothee Schneider (Showtime) Kristina Bröring-Sprehe (Desperados) Isabell Werth (Weihegold)                         | Hípica              | Doma por eqs.                  |
| Equipo | Fútbol              | Torneo F                       |
| Fabian Hambüchen | Gimnasia artística  | Barra fija M                   |
| Sebastian Brendel | Piragüismo          | C1 1000 M                      |
| Max Rendschmidt Marcus Groß | Piragüismo          | K2 1000 m M                    |
| Sebastian Brendel Jan Vandrey | Piragüismo          | C2 1000 m M                    |
| Max Rendschmidt Tom Liebscher Max Hoff Marcus Groß                                                                                              | Piragüismo          | K4 1000 m M                    |
| Philipp Wende Lauritz Schoof Karl Schulze Hans Gruhne                                                                                           | Remo                | Cuatro scull (M4X) M           |
| Annekatrin Thiele Carina Bär Julia Lier Lisa Schmidla                                                                                           | Remo                | Cuatro scull (W4X) F           |
| Barbara Engleder | Tiro                | Rifle 3 posiciones 50 m F      |
| Henri Junghänel | Tiro                | Rifle en pos. tendida 50 m M   |
| Christian Reitz | Tiro                | Pistola rápida de fuego 25 m M |
| Laura Ludwig Kira Walkenhorst | Vóley playa         | Torneo F                       |
| Plata |                     |                                |
| Equipo | Fútbol              | Torneo M                       |
| Isabell Werth (Weihegold) | Hípica              | Doma ind.                      |
| Julia Krajewski (Samourai du Thot) Sandra Auffarth (Opgun Louvo) Ingrid Klimke (Hale-Bob Old) Michael Jung (Sam FBW)                            | Hípica              | Concurso completo por eqs.     |
| Franziska Weber Tina Dietze | Piragüismo          | K2 500 F                       |
| Sabrina Hering Franziska Weber Steffi Kriegerstein Tina Dietze                                                                                  | Piragüismo          | K4 500 F                       |
| Maximilian Munski Malte Jakschik Andreas Kuffner Eric Johannesen Maximilian Reinelt Felix Drahotta Richard Schmidt Hannes Ocik Martin Sauer (t) | Remo                | 8 con timonel (M8+) M          |
| Angelique Kerber | Tenis               | Individual F                   |
| Han Ying Shan Xiaona Petrissa Solja | Tenis de mesa       | Equipo F                       |
| Monika Karsch | Tiro                | Pistola 25 m F                 |
| Lisa Unruh | Tiro con arco       | Individual F                   |
| Bronce |                     |                                |
| Daniel Jasinski | Atletismo           | Disco M                        |
| Equipo | Balonmano           | Torneo M                       |
| Artem Harutyunyan | Boxeo               | Superligero (64 kg) M          |
| Kristina Vogel Miriam Welte | Ciclismo en pista   | Velocidad por eqs. F           |
| Sophie Scheder | Gimnasia artística  | Barras asimétricas F           |
| Kristina Bröring-Sprehe (Desperados) | Hípica              | Doma ind.                      |
| Christian Ahlmann (Taloubet Z) Meredith Michaels-Beerbaum (Fibonacci) Daniel Deusser (First Class) Ludger Beerbaum (Casello)                    | Hípica              | Saltos por eqs.                |
| Equipo | Hockey sobre hierba | Torneo M                       |
| Equipo | Hockey sobre hierba | Torneo F                       |
| Laura Vargas Koch | Judo                | –70 kg F                       |
| Denis Kudla | Lucha grecorromana  | 85 kg M                        |
| Ronald Rauhe | Piragüismo          | K1 200 m M                     |
| Patrick Hausding | Saltos              | Trampolín 3 m M                |
| Timo Boll Dimitrij Ovtcharov Bastian Steger | Tenis de mesa       | Equipo M                       |
| Erik Heil Thomas Plößel | Vela                | 49er M                         |